# Suthida
Suthida Bajrasudhabimalalakshana (Thai: สมเด็จพระนางเจ้าสุทิดา พัชรสุธาพิมลลักษณ พระบรมราชินี), född Suthida Tidjai den 3 juni 1979 i Hat Yai, är Thailands drottning genom sitt äktenskap med Thailands kung Vajiralongkorn (Rama X). Före sitt äktenskap arbetade hon som flygvärdinna och inom Thailands armé, bland annat som livvakt till kungen under hans första regeringsår.

## Uppväxt, utbildning och tidig karriär
Suthida föddes den 3 juni 1978 i familjen Tidjai, som dotter till Kham (far) och Jangheang (mor). Hon tillhör den etniska gruppen Hokkien och kommer från en thailändsk-kinesisk familj. Hon tog examen från Hatyaiwittayalai Somboonkulkanya Middle School och Assumption universitet(en), där hon 2000 avlade en kandidatexamen i kommunikationsvetenskap. Suthida arbetade som flygvärdinna för JALways(en) – ett dotterbolag till Japan Airlines – mellan 2000 och 2003, och därefter för Thai Airways International från 2003 till 2008.

### Militär tjänstgöring
Suthida utsågs till chef för kronprins Vajiralongkorns livgarde i augusti 2014. I oktober 2016 rapporterade internationella medier att hon hade utsetts till den blivande kungens "gemål", trots att palatset aldrig officiellt deklarerat deras förhållande.
Den 1 december 2016 utsågs Suthida till chef för avdelningen för specialoperationer vid kungliga säkerhetsstyrkan(en) och befordrades till general. Hon nådde sin nuvarande grad efter endast sex års tjänstgöring. Hon har framgångsrikt genomfört flera militära utbildningar.
Den 1 juni 2017 utsågs Suthida till tillförordnad chef för kungliga adjutantavdelningen efter en omorganiseringen av kungliga säkerhetsstyrkan.
Den 13 oktober 2017 mottog Suthida till storkors av första klassen av Chula Chom Klao orden(en), vilket gav henne titeln Than Phu Ying (thailändska: ท่านผู้หญิง).  Hon är den första kvinnliga officeren att tilldelas denna hederstitel sedan 2004 och den första under kung Vajiralongkorns (Rama X) regeringstid. 

## Drottning
Den 1 maj 2019 blev Suthida drottning av Thailand genom sitt äktenskap med kung Vajiralongkorn (Rama X). Kröningen ägde rum i Bangkok den 4–6 maj 2019. Registreringen av äktenskapet skedde inom Dusitpalatset(en) i Bangkok, med hennes svägerska, prinsessan Maha Chakri Sirindhorn(en) och, kungliga rådets ordförande, Prem Tinsulanonda som vittnen.

## Titlar, ordnar och utmärkelser

### Titlar
- Sedan den 4 maj 2019: Hennes Majestät Drottning Suthida Bajarasudha Bimollaksana (สมเด็จพระนางเจ้าสุทิดา พัชรสุธาพิมลลักษณ พระบรมราชินี)[14]

### Ordnar

#### Thailand
- Dam av Chakriorden[15]
- Dam av Order of the Nine Gems(en)
- Storkors (första klassen) av Order of Chula Chom Klao(en)[16]
- Storkors (speciell klass) av Vita elefantens orden[17]
- Storkors (speciell klass) av Thailändska kronorden[18]
- Kungliga Cyphermedaljen för Kung Rama IX[19]
- Kungliga Cyphermedaljen för Kung Rama X
- Jubileumsminnestecken med anledning av HKH Kronprins Maha Vajiralongkorns 60-årsdag
- Jubileumsminnestecken med anledning av H.M. Kung Rama X:s Kröning

### Militära grader
- 14 maj 2010: Andre Löjtnant[20]
- 14 november 2010: Förste Löjtnant[21]
- 1 april 2011: Kapten[21]
- 1 oktober 2011: Major[22]
- 1 april 2012: Överstelöjtnant[23]
- 1 oktober 2012: Överste[24]
- 10 november 2013: Generalmajor[25]
- 26 augusti 2016: Generallöjtnant[26]
- 10 december 2016: General